# La Mouille
La Mouille [la muj] ist eine Ortschaft und eine Commune déléguée in der französischen Gemeinde Hauts de Bienne mit 350 Einwohnern (Stand: 1. Januar 2022) im Département Jura in der Region Bourgogne-Franche-Comté.

## Geographie
La Mouille liegt auf 913 m, vier Kilometer südwestlich von Morez und etwa 16 Kilometer nordöstlich der Stadt Saint-Claude (Luftlinie). Das Straßendorf erstreckt sich im Jura, auf einer Geländeterrasse südlich des tief eingeschnittenen Flusslaufs der Bienne, am nördlichen Rand des Bois du Bevet.
Die Fläche der 8,06 km² großen Commune déléguée umfasst einen Abschnitt des französischen Juras. Als Siedlungsgebiet dient die Terrasse von La Mouille, die auf durchschnittlich 920 m liegt. Sie fällt gegen Norden und Westen steil zum Tal der Bienne ab, das canyonartig rund 300 m in die Hochflächen der Umgebung eingetieft ist. Die dicht bewaldeten Hänge werden an verschiedenen Orten von Felsbändern durchzogen. Nach Süden erstreckt sich das Areal der Commune déléguée auf den breiten Höhenrücken der Bois du Bevet, auf dem mit 1105 m die höchste Erhebung von La Mouille erreicht wird. In geologischer Hinsicht bildet dieser Kamm eine Antiklinale des Faltenjuras. Das Gebiet ist Teil des Regionalen Naturparks Haut-Jura (frz.: Parc naturel régional du Haut-Jura).
Zur Commune déléguée La Mouille gehören neben dem eigentlichen Ort auch mehrere Weiler, Hofgruppen und Einzelhöfe, darunter (alle auf der Geländeterrasse von La Mouille gelegen):
- Le Bourgeat d’Aval (924 m)
- Le Bourgeat d’Amont (920 m)
- Les Lattes (924 m)

Nachbarorte von La Mouille sind Morbier im Norden, Morez im Osten, Longchaumois im Süden sowie Lézat im Westen.

## Geschichte
Als Ursprung von La Mouille gilt das im 9. Jahrhundert gegründete Priorat Nigro Medis, das vom Kloster Saint-Oyend-de-Joux, der späteren Abtei Saint-Claude, abhängig war. Zusammen mit der Franche-Comté gelangte das Dorf mit dem Frieden von Nimwegen 1678 an Frankreich. Seit dem 17. Jahrhundert sicherten sich die Bewohner ihr Einkommen neben der Landwirtschaft auch durch die Herstellung von Nägeln.
Die Gemeinde La Mouille wurde mit Wirkung vom 1. Januar 2016 mit Lézat und Morez zur Commune nouvelle Hauts de Bienne zusammengelegt. Sie gehörte zum Arrondissement Saint-Claude und zum Kanton Morez.

## Sehenswürdigkeiten
Die Dorfkirche Saint-Eustache in La Mouille wurde im 18. Jahrhundert erbaut und im 19. Jahrhundert umgestaltet. Aus dem 18. Jahrhundert stammt die Kapelle Saint-Isidore. Das ehemalige Prioratshaus (15. Jahrhundert) wurde in eine Schule umgewandelt.

## Bevölkerung
| Jahr      | 1962 | 1968 | 1975 | 1982 | 1990 | 1999 | 2007 | 2017 |
| Einwohner | 245  | 214  | 209  | 230  | 243  | 287  | 289  | 314  |

Nachdem die Einwohnerzahl in der ersten Hälfte des 20. Jahrhunderts markant abgenommen hatte (1886 wurden noch 504 Personen gezählt), wurde seit Mitte der 1970er-Jahre wieder eine leichte Bevölkerungszunahme verzeichnet.

## Wirtschaft und Infrastruktur
La Mouille war bis weit ins 20. Jahrhundert hinein ein vorwiegend durch die Landwirtschaft, insbesondere Viehzucht und Milchwirtschaft, sowie durch die Forstwirtschaft geprägtes Dorf. Daneben gibt es heute einige Betriebe des Kleingewerbes, darunter der Brillenindustrie und der Herstellung von Zubehörteilen für die Uhrenindustrie. Viele Erwerbstätige sind auch Wegpendler, die in den größeren Ortschaften der Umgebung ihrer Arbeit nachgehen.
Die Ortschaft liegt abseits der größeren Durchgangsstraßen an der Departementsstraße D69, die von Saint-Claude nach Morez führt.